# Mycetophila alea
Mycetophila alea är en tvåvingeart som beskrevs av Laffoon 1965. Mycetophila alea ingår i släktet Mycetophila och familjen svampmyggor. Arten är reproducerande i Sverige. Inga underarter finns listade i Catalogue of Life.